# Ивангородское
Ивангородское (каз. Иваногород) — упразднённое село в Фёдоровском районе Костанайской области Казахстана. Ликвидировано в 2013 году. Входило в состав Костряковского сельского округа. Код КАТО — 396847500.

## Население
В 1999 году население села составляло 171 человек (82 мужчины и 89 женщин). По данным переписи 2009 года в селе проживало 88 человек (46 мужчин и 42 женщины).